# Кабачная, Алла Васильевна
Кабачная Алла Васильевна (род. 10 февраля 1948, Кривой Рог, Днепропетровская область) — советская и украинская учёная-провизор, доктор фармацевтических наук (1991), профессор (1991), профессор кафедры организации и экономики фармации Национальной медицинской академии последипломного образования имени Платона Шупика (с 2015).

## Биография
Родилась 10 февраля 1948 года в городе Кривой Рог Днепропетровской области.
Окончила среднюю школу в Кривом Роге, поступила в Харьковский фармацевтический институт, который окончила в 1971 году.
Трудовую деятельность начала по специальности заместителя заведующего рецептурно-производственным отделом центральной районной аптеки в Харькове. В 1975 году перешла ассистентом в Харьковскую медицинскую академию последипломного образования.
В 1977 году поступила в аспирантуру 1-го Московского медицинского института, где в 1980 году защитила кандидатскую диссертацию на тему «Усовершенствование организации производства лекарственных форм».
В 1980 году вернулась в Харьков, где работала старшим преподавателем в Харьковской медицинской академии последипломного образования. В 1984 году заняла должность доцента. В 1990 году защитила докторскую диссертацию по теме «Теоретические и методические основы повышения эффективности производства лекарственных средств на фармацевтических фабриках». В 1990—1992 годах — заведующая кафедрой экономики и организации фармации Украинского института усовершенствования врачей. В 1992 году перешла в Институт повышения квалификации специалистов фармации Украинской фармацевтической академии в Харькове, где занимала должности заместителя директора и заведующего кафедрой экономики и управления промышленной фармации.
В 1996—2001 годах работала руководителем учебно-информационного центра фармацевтической фирмы «Дарница» (Киев).
В 2001 году вернулась в Харьков и заняла должность профессора кафедры менеджмента и экономики в семейной медицине Харьковской медицинской академии последипломного образования.
В 2015 году снова переехала в Киев, где работала профессором кафедры организации и экономики фармации Национальной медицинской академии последипломного образования имени Платона Шупика.

## Научная деятельность
Автор более 120 научных и учебно-методических работ, среди них 1 патент, учебник, учебное пособие. Имеет авторское право на произведение методических материалов и компьютерной технологии формирования локальных и региональных формуляров. Подготовила 6 кандидатов наук.
В область интересов входят повышение эффективности производства лекарственных препаратов; оптимизация системы лекарственного обеспечения учреждений первичной медико-санитарной помощи — семейной медицины; внедрение формулярной системы в практику работы лечебно-профилактических учреждений.
Член диссертационного совета Д 64.605.02 Национального фармацевтического университета для защиты диссертаций на соискание ученой степени доктора (кандидата) фармацевтических наук.
Бизнес-тренер медицинского и административного персонала учреждений системы здравоохранения, персонала фармацевтических компаний, дистрибьюторов, аптечных сетей Центра профессиональной гармонизации Реформа ЗОЗ. Эксперт фармацевтического рынка в вопросах стандартизации лекарственного обеспечения населения и лечебных учреждений, практического внедрения формулярной системы на локальном и региональном уровнях в Украине.

### Научные труды
- Совершенствование организации производства лекарственных форм (кандидатська дисертація). — М., 1980;
- Теоретические и методические основы повышения эффективности производства лекарственных средств на фармацевтических фабриках (докторська дисертація) — Харків, 1990;
- Сучасний стан промислового виробництва м'яких лікарських засобів // Фармацевтичний журнал. — 1980. — № 3 (в соавторстве);
- Поліпшення якості лікарської допомоги населенню шляхом удосконалення планування раціонального розподілення і використання лікарських засобів // Фармацевтичний журнал. 1986. № 2 (в соавторстве);
- Шляхи підвищення ефективності роботи фармацевтичних фабрик // Фармац. журн. — 1989. — № 2 (в соавторстве);
- Маркетинг у медицині та фармації (в питаннях та відповідях): посібник. Харків, 2003 (в соавторстве);
- Правові аспекти з питань організації лікарського забезпечення лікувально-діагностичного процесу в діяльності лікаря загальної практики сімейної медицини // Ліки України. 2004. № 9;
- Оценка эффективности on-line коммуникации фармацевтических оптовых предприятий // Провізор. — 2007. — № 9 (в соавторстве);
- Менеджмент в охороні здоров'я: Підручник. У 2-х тт. Харків, 2008 (в соавторстве);
- Оптимізація фармакотерапії невідкладних станів на догоспітальному етапі в умовах впровадження сімейної медицини // Ліки України плюс. 2010. № 1 (в соавторстве).